# Claviger handmanni
Claviger handmanni é uma espécie de inseto do gênero Claviger, pertencente à família Formicidae.